# Chad Danforth
Chad Danforth è un personaggio della saga dei film di High School Musical, interpretato da Corbin Bleu.

## Il personaggio
(Chad in High School Musical)
È il miglior amico di Troy, tanto che i due si considerano "due fratelli", ma è anche amico di Jason e Zeke. Anche lui, come il resto dei ragazzi, è stato assunto al Lava Springs come cameriere e all'occorrenza come caddie per mettere un po' di soldi da parte per comprare una macchina affinché impressioni Taylor, di cui è innamorato. Dopo che Troy si monta la testa, Chad inizia a vederlo sotto un'altra luce e ad inizia ad allontanarsi dal ragazzo, arrivando a litigarci fortemente. Alla fine del film i due torneranno comunque migliori amici.